# إريك جونستون (رجل أعمال)
اريك جونستون (بالإنجليزية: Eric Johnston)‏ هو شخصية أعمال أمريكي، ولد في 21 ديسمبر 1896 في واشنطن العاصمة في الولايات المتحدة، وتوفي في 22 أغسطس 1963.

## وصلات خارجية
- اريك جونستون على موقع IMDb (الإنجليزية)
- اريك جونستون على موقع مونزينجر (الألمانية)
- اريك جونستون على موقع قاعدة بيانات الفيلم (الإنجليزية)